# Seznam guvernerjev Aljaske
Seznam guvernerjev Aljaske.
Seznam zajema guvernerje zvezne države ZDA Aljaske, Teritorija Aljaska in Območja Aljaske ter vojaške guvernerje Območja Aljaske kot tudi guvernerje Ruske Amerike.

## Guvernerji Ruske Amerike (1790–1867)
| Guverner                      | Mandat    |
| ----------------------------- | --------- |
| Aleksander Andrejevič Baranov | 1790–1818 |
| Leonti Andrejevič Hagemeister | 1818      |
| Semen Ivanovič Janovski       | 1818–1820 |
| Matvei I. Muravijev           | 1820–1825 |
| Peter Egorovič Chistijakov    | 1825–1830 |
| Baron F.P. Wrangell           | 1830–1835 |
| Ivan Antonovič Kupreanov      | 1835–1840 |
| Adolph Karlovič Etolin        | 1840–1845 |
| Michael D. Tebenkov           | 1845–1850 |
| Nikolaj Y. Rosenberg          | 1850–1853 |
| Aleksander Ilič Rudakov       | 1853–1854 |
| Stephen Vasilij Vojevodski    | 1854–1859 |
| Ivan V. Furnhelm              | 1859–1863 |
| Princ Dimitrij Maksutov       | 1863–1867 |

## Poveljniki Območja Aljaske (1867–1877)
Podrejen Oddelku za vojno ZDA
| Poveljnik          | Mandat    |
| ------------------ | --------- |
| Jefferson C. Davis | 1867–1870 |
| George K. Brady    | 1870      |
| John C. Tidball    | 1870–1871 |
| Harvey A. Allen    | 1871–1872 |
| Joseph Steward     | 1872–1874 |
| George B. Rodney   | 1874      |
| Joseph B. Campbell | 1874–1876 |
| John Mendenhall    | 1876–1877 |
| Arthur Morris      | 1877      |

## Poveljniki Območja Aljaske (1877–1884)
Podrejen Oddelku zakladnice ZDA
| Poveljnik           | Mandat    |
| ------------------- | --------- |
| Lester A. Beardslee | 1879–1881 |
| Henry Glass         | 1881      |
| Edward P. Lull1     | 1881–1882 |
| Henry Glass         | 1881–1882 |
| Frederick Pearson   | 1882      |
| Edgar C. Merriman   | 1882–1883 |
| Joseph B. Coghlan   | 1883–1884 |
| Albert G. Caldwell  |           |
| Henry E. Nichols1   | 1884      |

1 namestnik poveljnika

## Guvernerji območja (1884–1912)
| Guverner              | Stranka      | Mandat    |
| --------------------- | ------------ | --------- |
| John Henry Kinkead    | Republikanec | 1884–1885 |
| Alfred P. Swineford   | Demokrat     | 1885–1889 |
| Lyman Enos Knapp      | Republikanec | 1889–1893 |
| James Sheakley        | Demokrat     | 1893–1897 |
| John Green Brady      |              | 1897–1906 |
| Wilford Bacon Hoggatt | Republikanec | 1906–1909 |
| Walter Eli Clark      | Republikanec | 1909–1912 |

## Guvernerji Teritorija (1912–1959)
| Guverner                                | Stranka      | Mandat    |
| --------------------------------------- | ------------ | --------- |
| Walter Eli Clark                        | Republikanec | 1912–1913 |
| John Franklin Alexander Strong          | Demokrat     | 1913–1918 |
| Thomas Christmas Riggs mlajši           | Demokrat     | 1918–1921 |
| Scott Cordelle Bone                     | Republikanec | 1921–1925 |
| George Alexander Parks                  | Republikanec | 1925–1933 |
| John Weir Troy                          | Demokrat     | 1933–1939 |
| Ernest Gruening                         | Demokrat     | 1939–1953 |
| Namestnik Simon Bolivar Buckner mlajši1 |              | 1941–1944 |
| Benjamin Franklin Heintzleman           | Republikanec | 1953–1957 |
| Waino Edward Hendrickson                | Republikanec | 1957      |
| Michael Anthony Stepovich               | Republikanec | 1957–1958 |
| Waino Edward Hendrickson                | Republikanec | 1958–1959 |

1 Buckner je bil vojaški poveljnik Aljaske večji del druge svetovne vojne.

## Guvernerji države (1959— )
Aljaska je postala država 3. januarja 1959. Štiriletni mandat guvernerjev se začne in konča prvega ponedeljka v decembru.
| Guverner                 | Stranka                                        | Mandat    |
| ------------------------ | ---------------------------------------------- | --------- |
| William A. Egan          | Demokrat                                       | 1959–1966 |
| Walter J. Hickel1        | Republikanec                                   | 1966–1969 |
| Keith H. Miller          | Republikanec                                   | 1969–1970 |
| William A. Egan          | Demokrat                                       | 1970–1974 |
| Jay S. Hammond           | Republikanec                                   | 1974–1982 |
| William J. Sheffield     | Demokrat                                       | 1982–1986 |
| Steve C. Cowper          | Demokrat                                       | 1986–1990 |
| Walter J. Hickel         | Aljaška neodvisna stranka, potem Republikanec2 | 1990–1994 |
| Tony Knowles             | Demokrat                                       | 1994–2002 |
| Frank H. Murkowski       | Republikanec                                   | 2002–2006 |
| Sarah Louise Heath Palin | Republikanec                                   | 2006–2009 |
| Sean R. Parnell          | Republikanec                                   | 2009–2014 |

1 29. januarja 1969 odstopil kot guverner, ker je postal sekretar za notranje zadeve ZDA.
2 Aprila 1994 prestopil v republikansko stranko.